# 免疫学
免疫学（英語：Immunology）是生物醫學的一個主要的大分支，其探討的是在各器官中免疫系統為抵抗「非己」的異物所產生的免疫反應。主要討論在健康或是患病時免疫系統所扮演的生理功能角色、一些免疫系統發生病變所產生的疾病（例如自體免疫反應、過敏反應、免疫功能失調）及在體內（in vivo）或體外（in vitro）構成免疫系統的各類分子的物理、化學、生理性質。

## 免疫學的萌芽
古人發現一個人如果得了某種傳染病，可以長期或終身不再得這種病，有的即使再得病，也是比較輕微而不致死亡。人們從中得到啟發，懂得「以毒攻毒」的原理，即是在未病之前，先服用或接種這有毒的致病物質，使人體對這些疾病產生特殊的抵抗力，這種思想包含有近代醫學的免疫萌芽了。
在「以毒攻毒」思想指導下，中國也在尋找預防天花的方法。明代郭子章《博集稀痘方》（1557年）、李時珍《本草綱目》，記載用（白）水牛虱和粉作餅或燒灰存性和粥飯服下這種預防天花的方法。雖然該方法尚未得到實際效果，但是，它表明古人在「以毒攻毒」思想下，正在尋找防治天花的方法。經過長期的摸索與多方面的臨床實驗，終於找到了行之有效的牛痘接種法。

## 免疫系統的組織學
主要的免疫系統包括胸腺、脾臟、骨髓、淋巴管、淋巴節和二次淋巴組織（如扁桃腺或是增殖腺）、皮膚。在免疫系統在組織學的檢查上，主要的器官、胸腺以及脾臟只能在死後解剖上得以了解，但是類似淋巴結或是二次淋巴組織可以在存活的狀態下經由外科手術來得以認識。免疫系統上許多組成分子多半以細胞的形式在身體的各器官、組織中運行。

## 臨床免疫學
臨床免疫學主要研究免疫系統造成的疾病，或是其他醫療導致的免疫系統產生病變。大多數發生的免疫疾病主要可以分成兩大項。一是免疫系統防衛上的缺陷，在這部分發生缺損，將無法產生適應免疫反應上的疾病（如慢性肉芽腫）和自體免疫反應（autoimmunity），也就是免疫系統攻擊自己的抗原，如系统性紅斑狼瘡（systemic lupus erythematosus）、關節炎（rheumatoid arthritis）或重症肌無力 （myasthenia gravis）等疾病。另一個則是因為其他免疫系統發生病變，包括引起各式的過敏反應，例如對於無害分子化合物的產生反應，如氣喘（asthma）、過敏（allergies）或是反應過度激烈。
艾滋病即是著名的免疫系統疾病，其由HIV病毒所引起。目前瞭解，愛滋病導因於因HIV病毒感染後，導致含有CD4+（CD4陽性）受體的淋巴細胞（輔助T細胞）及巨噬細胞和部分種類的B細胞受其感染、破壞，最終使得免疫系統崩潰。
臨床免疫學也研究許多方法，來避免許多器官組織移植上所引起的過度激烈免疫反應。如：避免同種移植（allograft）或是異種移植（xenograft）後被免疫系統所排斥、破壞。

## 免疫療法
利用免疫系統成分來治療疾病，也就是所謂的免疫療法。在癌症的治療上，常伴隨著化療(chemotherapy)或是放射線治療(radiotherapy)。然而，通常免疫療法被用來作為像是愛滋病患，或是其他免疫缺陷疾病，或是自體免疫病症病人之免疫抑制。

## 診斷免疫學
抗體和抗原的結合所形成的特殊鍵結，為診斷科學上的相當有利的工具。而在抗體上可以標記放射線物質、可以呈色的酵素、以及螢光物質等。便可以當作探針來標記抗原所在。
常用的技術像是免疫墨點法，ELISA，或是於切片上做免疫組織染色等。而現今，一些抗體常被製作出快速準確且簡單的檢驗試劑，用以檢測疾病，或是特殊物質等。

## 演化免疫學
以研究現存生物物種之免疫系統為主，使我們可以利用免疫系統上的差異來了解物種的演化以及物種間免疫系統上的差異。以演化角度來看，免疫系統的複雜度，可以由簡單的微生物的胞飲作用，或是昆蟲體內的抗菌蛋白質，到脊椎動物的淋巴系統。另外像是昆蟲或是其他節肢動物並沒有適應免疫系統，僅有先天免疫系統。附帶一提，適應免疫系統也只有脊椎動物才具有。

## 心理神经免疫学
心理神经免疫学（psychoneuroimmunology），是涉及心理学、神经系统和免疫系统的研究结果的一门学科。